# مؤتمر نيويورك للمعارضة العراقية (1999)
في آذار/مارس 1999 عقد في نيويورك في الولايات المتحدة ثالث مؤتمر للمعارضة العراقية، بعد مؤتمري فيينا وصلاح الدين، بمشاركة عدد من فصائل وشخصيات المعارضة لنظام صدام حسين.